# Кастро, Эктор
Э́ктор Ка́стро (исп. Héctor Castro; 29 ноября 1904, Монтевидео — 15 сентября 1960, Монтевидео) — уругвайский футболист и футбольный тренер.

## Биография
В возрасте 13 лет Эктор Кастро получил травму электропилой, в результате которой лишился кисти правой руки, за что получил прозвище El manco (Однорукий).
Олимпийский чемпион 1928 года. Чемпион мира 1930 года (единственный чемпион мира в истории футбола без кисти руки). Кастро забил первый и победный гол сборной Уругвая на чемпионатах мира. Двукратный чемпион Южной Америки. В качестве игрока выиграл 3 чемпионата Уругвая.
Выступал за «Насьональ» из Монтевидео с 1924 по 1936 год (с перерывом в один сезон). Также выступал за «Лито» и аргентинский «Эстудиантес».
После завершения карьеры футболиста стал тренером. Под его руководством «Насьональ» 5 раз выигрывал чемпионат страны, а в 1939 году Кастро был помощником главного тренера, когда «Насьональ» также стал чемпионом.

## Титулы
Игрок:
- Чемпион мира: 1930
- Олимпийский чемпион: 1928
- Чемпион Южной Америки (2): 1926, 1935
- Чемпион Уругвая (3): 1924, 1933, 1934

Тренер:
- Чемпион Уругвая (5): 1940, 1941, 1942, 1943, 1952
- Чемпион Уругвая в качестве помощника главного тренера: 1939